# Кивачовка
Кивачо́вка (укр. Кивачівка) — село на Украине, находится в Тепликском районе Винницкой области.
Код КОАТУУ — 0523782601. Население по переписи 2001 года составляет 780 человек. Почтовый индекс — 23810. Телефонный код — 4353.
Занимает площадь 0,265 км².

## Адрес местного совета
23810, Винницкая область, Теплицкий р-н, с. Кивачовка, ул. Молодёжная, 2